# Notation (musik)
Musikalsk notation kaldes alle nodesystemer til visuelt at beskrive musik spillet med instrumenter eller sunget menneskestemme, ved brug af skreven, trykt eller andre typer symboler.
Typer og metoder til notation har varieret mellem kulturer og gennem historien, og meget information om gammel musiknotation er fragmentarisk. Selv i samme tidsperiode, f.eks. i 2010'erne, bruger forskellige musikstilarter og forskellige kulturer forskellige musiknotationsmetoder; For eksempel for professionelle kunstnere med klassisk musik er noder med stave og notehoveder den mest almindelige måde at notere musik på, men for professionelle countrymusik-sessionmusikere er Nashville Number System den vigtigste metode.
De anvendte symboler inkluderer gamle symboler og moderne symboler lavet på ethvert medie, såsom symboler skåret i sten, lavet i ler, fremstillet ved hjælp af en pen på papyrus eller pergament eller manuskriptpapir; trykt ved hjælp af en trykpresse (ca. 1400-tallet), en computerprinter (ca. 1980'erne) eller anden tryk- eller moderne kopieringsteknologi.